# Izba Kultury Rzeszy
Izba Kultury Rzeszy (niem.  Reichskulturkammer, RKK) – instytucja utworzona 22 września 1933 roku przez Josepha Goebbelsa, ministra Rzeszy do spraw oświecenia publicznego i propagandy. Była instrumentem narodowosocjalistycznej polityki kulturalnej i instytucją nadzorującą wszelkie obszary życia kulturalnego oraz warunki życia twórców dóbr kultury.

## Struktura organizacyjna
Kierownictwo przejął Goebbels osobiście mianując się na prezydenta Izby, którą podzielił na siedem izb branżowych:
- Reichsschrifttumskammer (Izba Piśmiennictwa Rzeszy)
- Reichsfilmkammer (Izba Filmowa Rzeszy)
- Reichsmusikkammer (Izba Muzyki Rzeszy), prezesem do 1935 był kompozytor Richard Strauss, później Peter Raabe
- Reichstheaterkammer (Izba Teatrów Rzeszy)
- Reichspressekammer (Izba Prasy Rzeszy), prezes Max Amann,
- Reichsrundfunkkammer (Izba Radiofonii Rzeszy), rozwiązana 1939
- Reichskammer der bildenden Künste (Izba Sztuk Pięknych Rzeszy), prezes Adolf Ziegler.

## Zadania Izby Kultury Rzeszy
Głównym zadaniem Izby było upaństwowienie, nadzór i kontrola kultury; z czego wynikało glajchszaltowanie w myśl zaleceń partyjnych wszelkich przejawów życia kulturalnego w Niemczech. Tylko członek izby branżowej mógł być twórcą w obszarze kultury. Jednak nie każdy mógł być członkiem izby – nie przyjmowano osób pochodzenia żydowskiego oraz innych osób uznanych za niepożądane.
Kultura była przesycona polityką i miała służyć propagandzie narodowosocjalistycznej. Większość twórców podporządkowała się zaleceniom partyjnym. Dzieła plastyczne stały się antymodernistyczne i wzorowano je według koncepcji XIX-wiecznego realizmu. W rzeźbie i architekturze realizowano monumentalne projekty wzorowane na klasycyzmie.
W roku 1936 zabroniono eksponowania wszelkich dzieł ekspresjonizmu, które Goebbels określał jako wynaturzenia (Entartete Kunst); tego rodzaju dzieła usunięto z ekspozycji muzealnych, częściowo zniszczono lub sprzedano za granicę, a książki spalono publicznie. Natomiast twórców prześladowano.